# Freguesia do Ó
Freguesia do Ó est un district situé dans la zone nord-ouest de la municipalité de São Paulo, qui servait de voie entre la ville et la région de Campinas et Jundiaí, à l'intérieur de l'État brésilien de São Paulo. Il est connu pour l'église matricielle, qui fut la première église à être construite, pour être le plus ancien quartier (paroisse) de la capitale de São Paulo et pour abriter l'école de samba Sociedade Rosas de Ouro, sept fois championne du carnaval de São Paulo.

## Étymologie

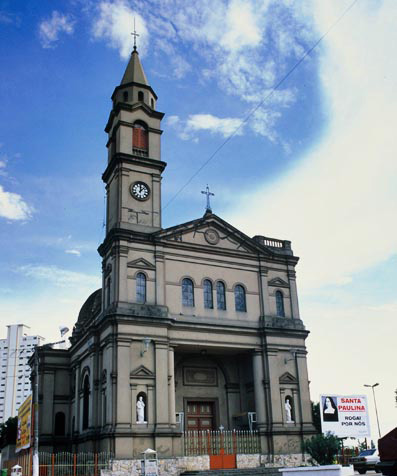
Église de Nossa Senhora do Ó.

La dénomination de "freguesia" a été donnée au district par un décret de la reine du Portugal, Marie Ire, le 15 septembre 1796, lorsque Vila de São Paulo n'avait qu'une seule paroisse - celle de Sé. Sous le régime de "patronage", en divisant la Paroisse de Sé en trois parties, la Vila do São Paulo était ainsi constituée : Paroisse de Sé, Paroisse de Penha et Paroisse de Nossa Senhora do Ó. Le terme « Freguesia » vient du changement lusitanisé du latin; « Filii Eclaesia » - Fils de l'Église - qui est la forme « d'appartenance », aujourd'hui appelée « Paróquia » ou « Paroisse ».
L'honneur était le seul qui restait au nom officiel parmi les districts de São Paulo, et qui était accordé comme une forme de division de l'épiscopat, facilitant ainsi la vie des fidèles habitants de régions lointaines, qui n'auraient plus besoin de voyager, pendant des heures pour recevoir du soutien religieux. Les autres districts, tels que Brás, Penha et Santo Amaro, ont progressivement cessé de l'utiliser dans leurs noms, et la Freguesia de Nossa Senhora do Ó s'appelait simplement "Freguesia do Ó".

## Histoire
La région de Freguesia do Ó a été peuplée en 1580, lorsque le bandeirante Manuel Preto a pris possession du lieu avec sa famille et des Indiens esclaves. Son prénom Citeo do Jaragoá et ses terres comprenaient le Pic de Jaraguá (où l'on croyait se trouver de l'or), en plus des terres correspondant aux districts actuels de Pirituba et Limão.
En 1610, Manuel Preto demanda au siège de la paroisse l'autorisation de construire une chapelle en l'honneur de Notre Dame de l'Attente, qui donna son nom au lieu. Manuel et son épouse, Águeda Rodrigues, après avoir obtenu un ordre favorable le 29 septembre 1615, pour la demande de provision qu'ils ont faite, car ils ne pouvaient pas remplir leurs obligations religieuses à Vila de São Paulo, avec leur peuple, ont commencé la construction de la chapelle dédiée à la vierge sous la dénomination de Nossa Senhora da Esperança ou da Expectação (Notre Dame de l'Espoir ou de l'Attente).
Un siècle et demi plus tard, en 1796, la nouvelle église dédiée à la Vierge d'Ó est inaugurée, construite là où se trouve aujourd'hui le "Largo da Matriz Velha" (Place de la Matrice Vieille), et devient paroisse par la charte du 15 septembre 1796, accordée par la reine du Portugal.
La culture de la canne à sucre à sucre était largement pratiquée dans la région, principalement pour la production d'eau-de-vie. D'innombrables alambics assuraient la production de la cachaça fine, connue sous le nom de caninha do Ó (petite canne d'Ó). D'autres cultures de subsistance étaient également pratiquées, telles que le café, le manioc, le coton, le maïs et les légumes. Pendant de nombreuses années, le quartier a été considéré comme appartenant à la soi-disant "ceinture verte" de la capitale de São Paulo. La plantation de canne à sucre était la principale activité rurale de la région jusqu'au milieu du XXe siècle, avant l'expansion de l'urbanisation dans la ville.
Dans les années 50, le district a été meilleur relié à la ville, avec la construction du pont de Freguesia do Ó. Dans les années 1970 et 1980, l'administration du maire Olavo Setúbal a ouvert les avenues Inajar de Sousa et General Edgard Facó, et y a réalisé la canalisation des rivières Cabuçu et Verde (respectivement).
En 1996, l'Associação Amigos do Ó a été créée, dont les réalisations incluent la transformation d'un terrain abandonné en une place qui porte le nom de cette association. En 2015, a commencé la construction de la station Freguesia do Ó, qui fait partie de la future ligne 6 du métro, à Vila Arcádia.

## Démographie
Actuellement, le quartier connaît une recrudescence de la spéculation immobilière des entreprises de construction. L'une des raisons est précisément due à la présence de terrains ouverts et de maisons anciennes simples, de faible valeur commerciale, par rapport à d'autres endroits de la ville. Cela est dû en grande partie à la rectification que la rivière Tietê a subie, sous l'administration du maire Prestes Maia, suivi plus tard avec les travaux qui ont ouvert les avenues Inajar de Sousa et General Edgard Facó dans les années 1970 et 1980, et plus tard.

## Quartiers
En plus du quartier de Freguesia do Ó, le quartier est formé d'au moins 64 autres quartiers, ayant une population de classe moyenne et supérieure, en plus de quelques poches de pauvreté. En 2008, environ 4,5% des ménages étaient situés dans des bidonvilles.
Voici une liste des quartiers du district de Freguesia do Ó :
| - Chácara do Rosário; - Chácara Domilice; - Chácara Nossa Sra. Aparecida; - Conj. Res. Prestes Maia; - Itaberaba; - Jardim Adélia; - Jardim Cachoeira; - Jardim Iracema; - Jardim Maristela; - Jardim Monjolo; - Jardim Monte Alegre; - Jardim Noêmia; - Jardim São Marcos; - Moinho Velho; - Nossa Senhora do Ó; - Pq. Dom Luís; - Pq. Mandi; - Pq. Monteiro Soares; - Vila Acre; - Vila Albertina; - Vila Amélia; | - Vila Arcádia; - Vila Bancária Munhoz; - Vila Bela; - Vila Bracáia; - Vila Brito; - Vila Bruna; - Vila Cardoso; - Vila Cavatton; - Vila Cruz das Almas; - Vila do Congo; - Vila Dona América; - Vila Gonçalves; - Vila Hebe; - Vila Iara; - Vila Iório; - Vila Ismênia; - Vila Júlio César; - Vila Manuel Lopes; - Vila Mariliza; - Vila Marilu; - Vila Marina; | - Vila Miriam; - Vila Morro Grande; - Vila Morro Verde; - Vila Nívea; - Vila Palmeiras; - Vila Peruccio; - Vila Picinin; - Vila Portuguesa; - Vila Primavera; - Vila Progresso; - Vila Ramos; - Vila Regina; - Vila Sá e Silva; - Vila Santa Delfina; - Vila São Francisco; - Vila São Vicente; - Vila Schmidt; - Vila Simões; - Vila Siqueira; - Vila Timóteo; - Vila União; - Vila Zulmira Maria. |  |

Quartiers qui aurant des stations de la future ligne 6 du métro de São Paulo :
- Vila Arcádia / Vila Albertina
- Parque Monteiro Soares / Vila Palmeiras
- Itaberaba
- Vila Cardoso / Sítio Morro Grande

## Districts limitrophes
- Brasilândia (Nord)
- Cachoeirinha (Nord-est)
- Lapa (Sud)
- Barra Funda (Sud-est)
- Limão (Est)
- Pirituba (Ouest)